# Міжнародна (станція метро, Санкт-Петербург)
59°52′12″ пн. ш. 30°22′47″ сх. д. / 59.87000° пн. ш. 30.37972° сх. д.
«Міжнародна» (рос. Международная)  — станція Фрунзенсько-Приморської лінії (лінія 5), Санкт-Петербурзького метрополітену. Була відкрита 28 грудня 2012 разом зі станцією Бухарестська як продовження Фрунзенсько-Приморської лінії
Станція розташована на лінії за станцією Бухарестська. На час відкриття станції, кінець 2012, була кінцевою на південно-східному боці лінії. Міжнародна побудована на розі вулиць Бухарестська і Бели Куна, Фрунзенського району.
Назву станції обрано через те що багато вулиць в цьому районі (у тому числі на розі яких збудовано вестибюль) були названі на честь Східно-Європейських політиків або міст.

## Технічна характеристика
Конструкція станції — колонно-стінова глибокого закладення. Будівництво почалося в 1986., але було заморожено, і відновлено в 2000-х роках. Спочатку планувалося, відкриття на серпень 2012 року, але відкриття було відкладено до грудня 2012 року, бо ескалатори не були доставлені вчасно.

## Колійний розвиток
Станція з колійним розвитком — 3 стрілочних переводи, 1 станційна колія для обороту та відстою рухомого складу і 2 колії для відстою рухомого складу.

## Оздоблення
Центральний і бічний зали станції освітлюється смугами закарнізних світильників. Підлога оздоблена сірим гранітом, колони обшиті золотистими латунними листами з поручнями такого ж кольору, колійні стіни — білим мармуром.
Торець центральної нави прикрашає мозаїчне панно із зображенням Атланта що тримає Землю — традиційного символу Санкт-Петербурга. Панно було виконано в майстерні Російської академії мистецтв. Ліворуч від панно розташовується задєл під перехід на станцію Кільцевої лінії у вигляді двох сходів, що піднімаються і упираються в стіну із золотистими латунними полуколонами між ними і з поручнями, як у центральному залі.